# 米田雄介
米田 雄介（よねだ ゆうすけ、1936年〈昭和11年〉10月28日 - 2024年〈令和6年〉8月20日）は、日本の歴史学者。公益財団法人古代学協会理事、広島県立女子大学・神戸女子大学名誉教授。宮内庁正倉院事務所長などを歴任した。学位は文学博士（大阪大学・論文博士・1975年）。位階勲等は従四位瑞宝小綬章。

## 略歴
1936年（昭和11年）10月28日、兵庫県神戸市に生れる。1964年（昭和39年）に大阪大学大学院博士課程単位取得退学。同年、大阪大学文学部助手。
1966年（昭和41年）、宮内庁書陵部に出向。1975年（昭和50年）「日本古代地方行政機構の研究 郡司制を中心として」で大阪大学より文学博士の学位を取得。宮内庁書陵部編修課長として勤務の後、1992年（平成4年）から宮内庁正倉院事務所長。退職後、県立広島女子大学教授、2002年（平成14年）定年退官、神戸女子大学教授。2006年（平成18年）秋の叙勲で、瑞宝小綬章を受章した。
2024年（令和6年）8月20日、慢性心不全で死去した。87歳没。死没日付をもって従四位に叙された。

## 業績
専門は日本古代史。平安時代とくに摂関制について研究。また、正倉院に勤務して以後は、それに関する著作も多い。

## 著書
- 『郡司の研究』法政大学出版局、1976年
- 『古代国家と地方豪族』教育社歴史新書、1979年
- 『歴代天皇の記録』続群書類従完成会、1992年
- 『正倉院宝物の歴史と保存』吉川弘文館、1998年。ISBN 9784642077491
- 『正倉院と日本文化』吉川弘文館〈歴史文化ライブラリー〉、1998年。ISBN 9784642054492、オンデマンド版 2017年 ISBN 9784642754491
- 『正倉院宝物の故郷』大蔵省印刷局、1999年
- 『正倉院宝物と平安時代』淡交社、2000年
- 『藤原摂関家の誕生』吉川弘文館〈歴史文化ライブラリー〉2002年。ISBN　9784642055413、オンデマンド版 2019年。ISBN 9784642755412
- 『摂関制の成立と展開』吉川弘文館、2006年。ISBN 9784642024471、オンデマンド版 2022年、ISBN 9784642724470
- 『奇蹟の正倉院宝物　シルクロードの終着駅』角川選書、2010年
- 『正倉院宝物と東大寺献物帳』吉川弘文館、2018年。ISBN 9784642046442
- 『歴代天皇の皇位継承事情』柳原出版、2022年

### 編著・共著
- 『吏部王記』（吉岡眞之と共編） 続群書類従完成会、1974年
- 『類聚三代格総索引』高科書店、1991年
- 『正倉院への道　天平の至宝』雄山閣出版、1999年

木村法光・長澤和俊・松尾良樹・児島建次郎・西川明彦・谷一尚共著
- 『正倉院学ノート』（樫山和民と共編）朝日選書、1999年
- 『皇室の名宝』朝日新聞社、1999年
- 『正倉院の謎を解く』（木村法光と共著） 毎日新聞社、2001年
- 『すぐわかる正倉院の美術』東京美術、2002年、改訂版2019年。図版解説
- 『歴代天皇・年号辞典』吉川弘文館、2003年。ISBN 9784642079228、新訂版（令和新修） 2019年 ISBN　9784642083577
- 『皇室事典』、編集委員、他は所功、高橋紘等

角川学芸出版、2009年、新訂版（令和新修）2019年／角川ソフィア文庫 全2巻、2019年
- 『正倉院美術館』（杉本一樹と共編著）講談社、2009年
- 『明治天皇とその時代 「明治天皇紀附図」を読む』吉川弘文館、2012年。明治神宮監修、明治天皇百年祭記念出版 ISBN 9784642080798
- 『孝謙天皇・称徳天皇御伝』（米田達郎共編著）勉誠社、2025年

## 論文
- <米田雄介